# Collégiale Saint-Étienne de Capestang
Pour les articles homonymes, voir Église Saint-Étienne et Saint-Étienne (homonymie).
La collégiale Saint-Étienne de Capestang est une ancienne collégiale située à Capestang, en France, dédiée à saint Étienne. L'édifice est classé au titre des monuments historiques en 1906.

## Localisation
L'église est située dans le département français de l'Hérault, sur la commune de Capestang.

## Historique
Bâtie sur l’église Saint-Félix du XIe siècle dont il reste le mur ouest, sa construction lancée à partir du XIIIe siècle se poursuivit au début du XIVe siècle en provoquant la destruction, travée par travée, de l'édifice roman de la fin du XIe siècle qui la précédait et dont il reste quelques vestiges.
Il manquerait vingt mètres à cette église dont seuls le chœur et les deux premières travées sont terminés avec leurs chapelles.  
Probablement bâtie par le même maître d'œuvre qui conçut la cathédrale Saint-Just-et-Saint-Pasteur de Narbonne.
De même style (gothique) que la cathédrale de Narbonne, elle partage plusieurs points communs avec celle-ci dont un des mêmes maîtres d'œuvre mais aussi son inachèvement. La hauteur des voûtes de la partie achevée atteint tout de même 26,50 m. 
La grande épidémie de peste et le manque de fonds eurent raison de ce gigantesque chantier qui aurait dû livrer, finalement, un des plus grands édifices de la région.

## Le clocher
Le clocher culmine à 43 mètres. Il abrite 5 cloches au total dont une de tintements située sur le toit du clocher servant de tintements pour l'horloge (Ré#4 fondue en 1559) et 4 cloches de volée en sonnerie rétro-équilibrée dont le beffroi, les jougs, les moteurs et les battants ont été entièrement restaurés en 2006 :
- Bourdon : note mi3, fondue en 1867 par Louison (1000 kg)
- Cloche 2 : note la3, fondue en 1882 par Lévêque-Amans (500 kg)
- Cloche 3 : note si3, fondue en 1867 par Louison (300 kg)
- Cloche 4 : note do#4, fondue en 1882 par Lévêque-Amans (200 kg)

## Galerie

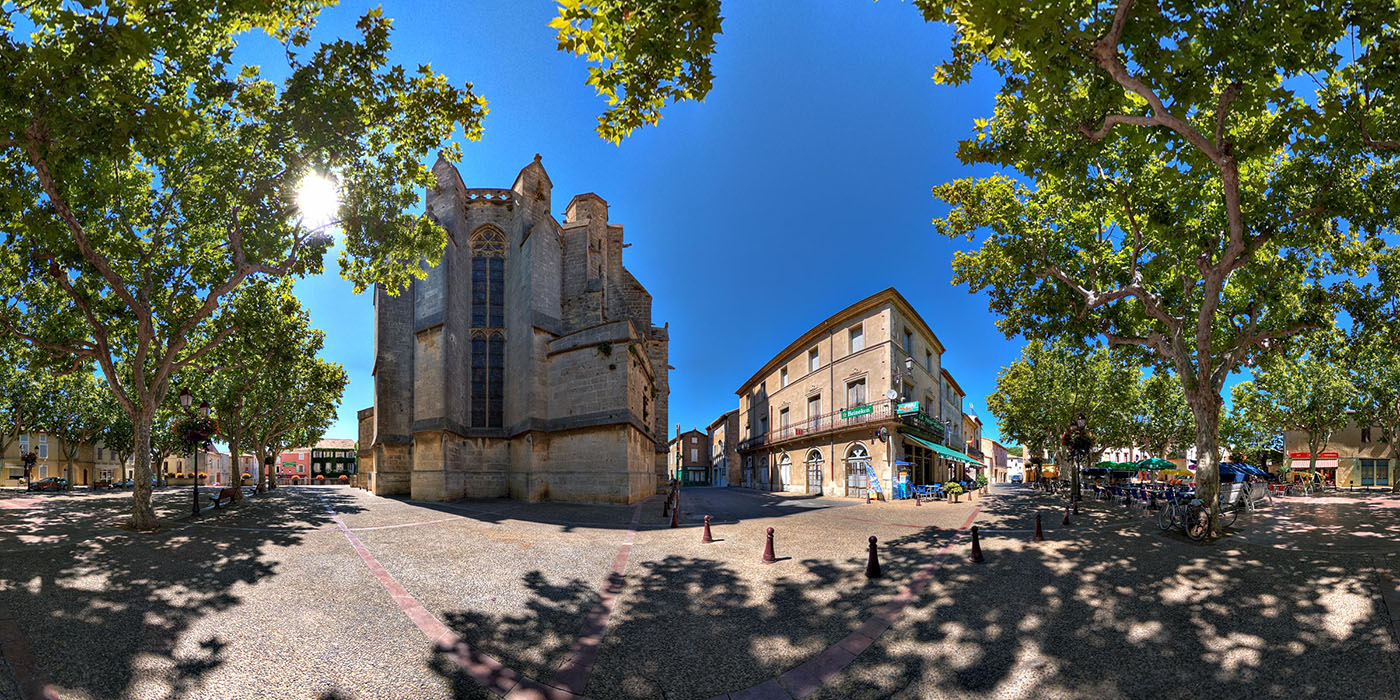
Vue panoramique 360° de la place Jean-Jaurès, vue sur l'extérieur de la collégiale.
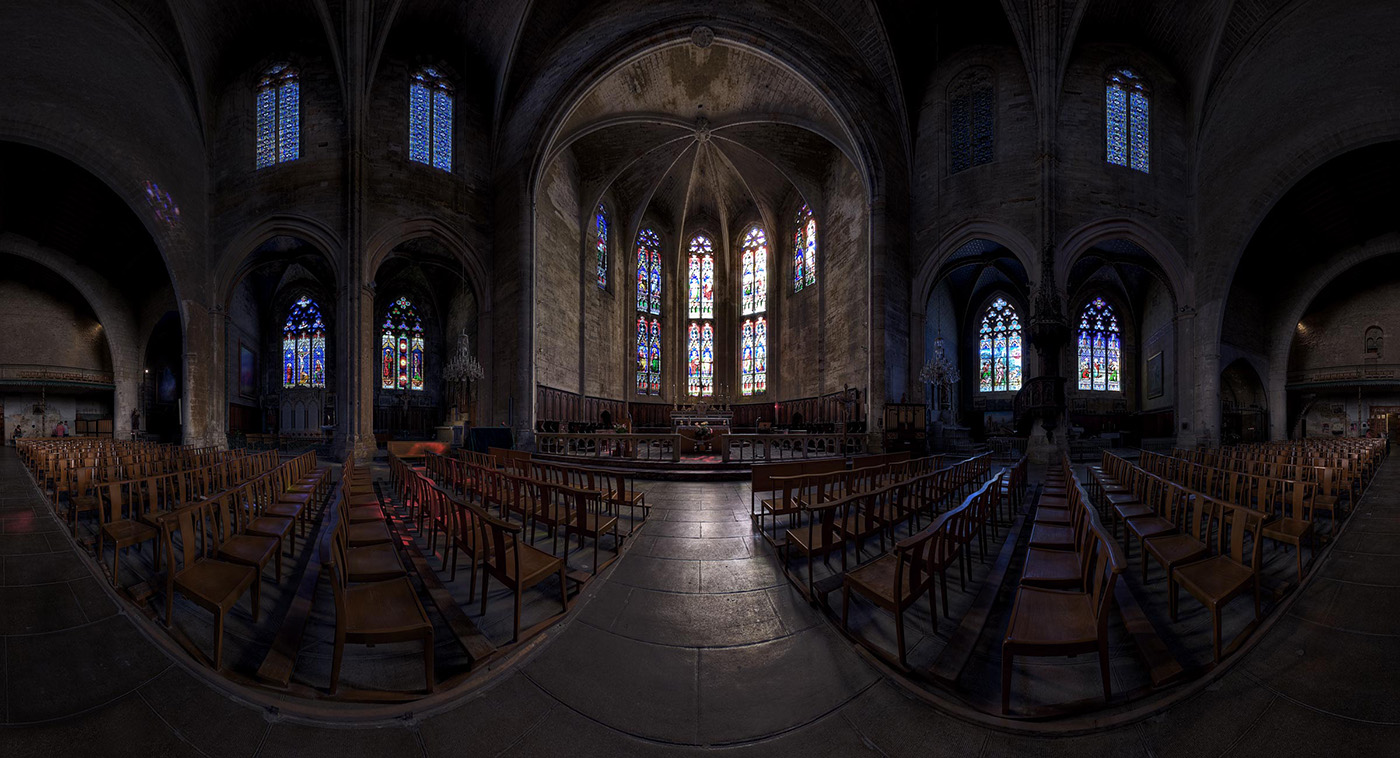
Vue panoramique 360° de l'intérieur de la collégiale (1).
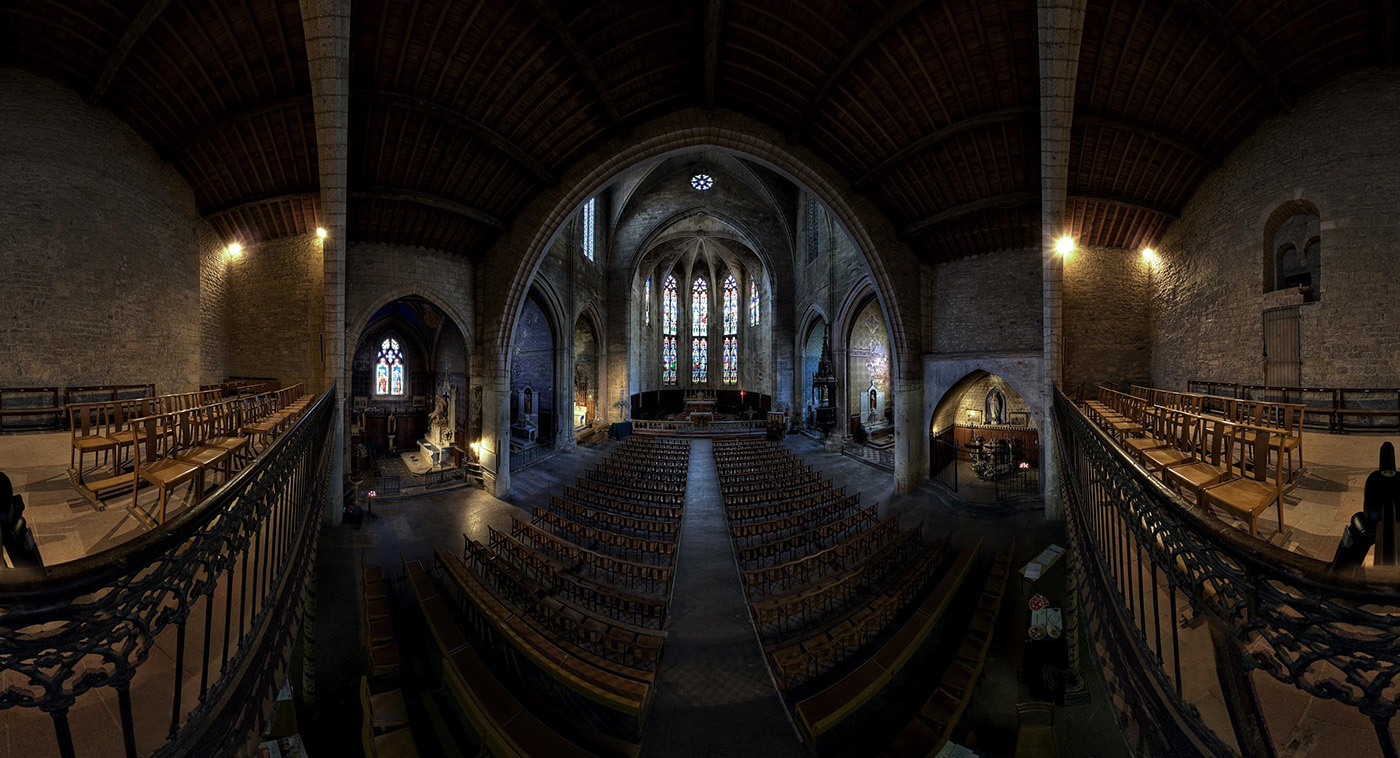
Vue panoramique 360° de l'intérieur de la collégiale (2).
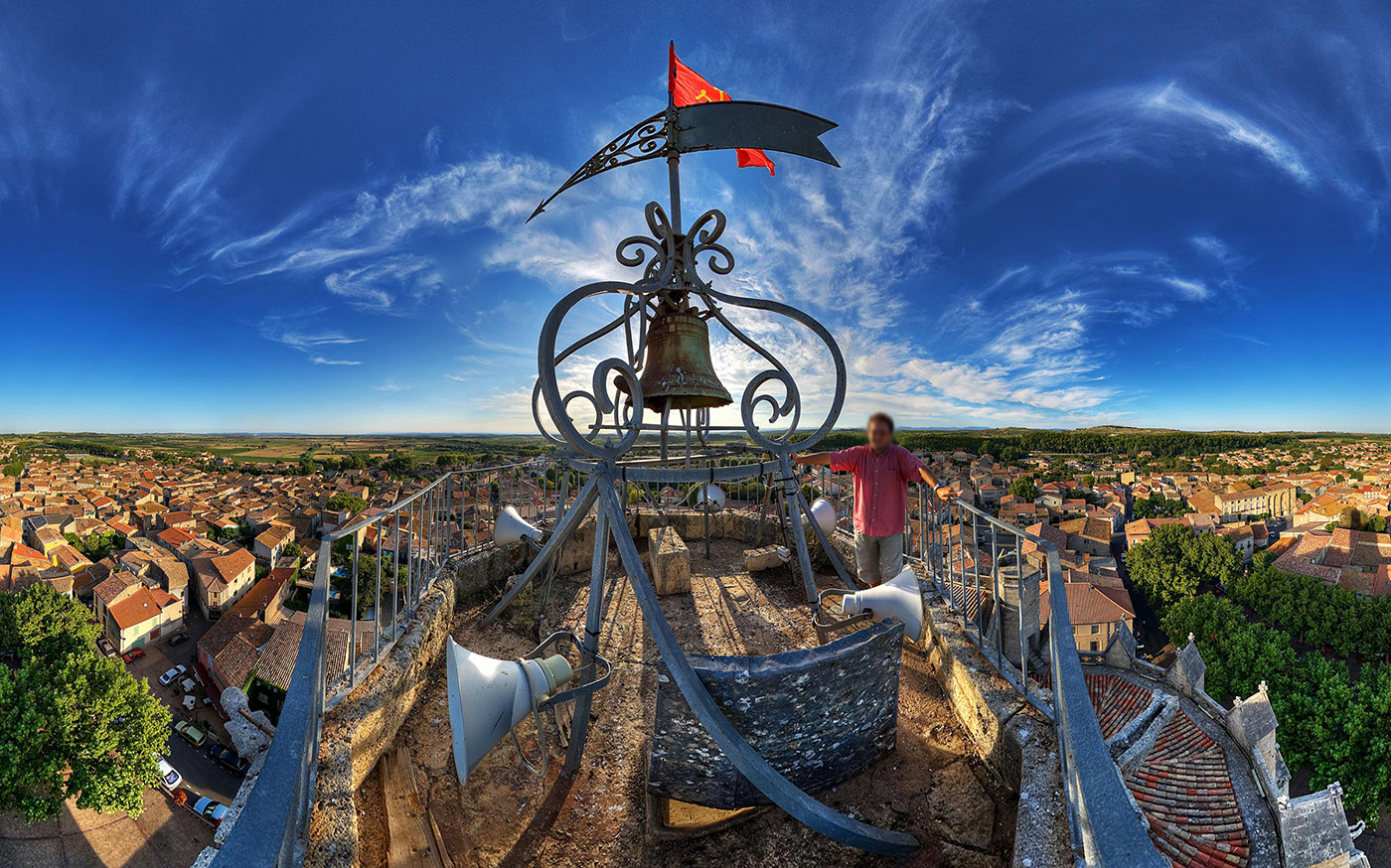
Vue panoramique 360° du sommet du clocher.
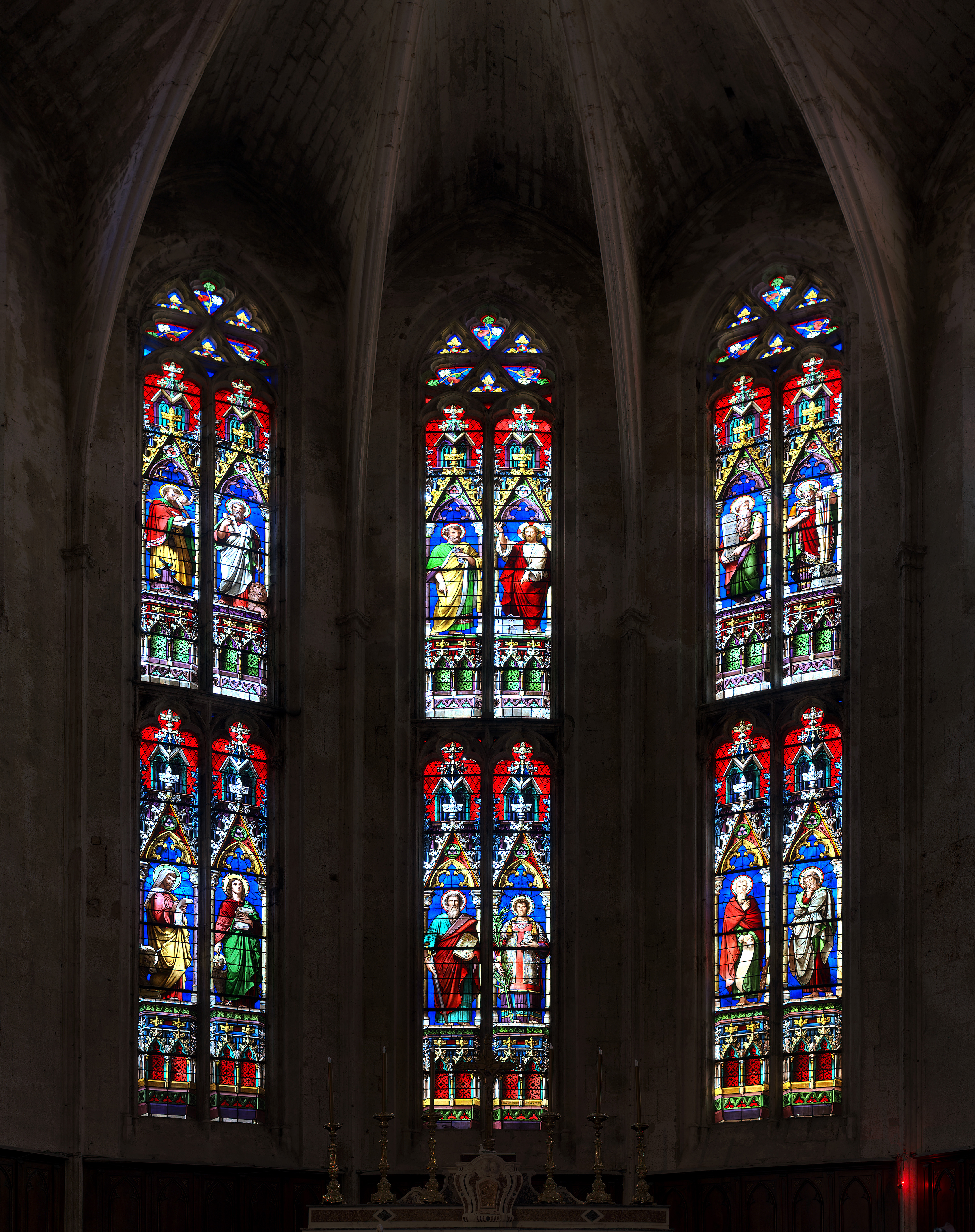
Vitraux principaux.